# Stazione di Cagliari Piazza Repubblica
La stazione di Cagliari Piazza Repubblica è una stazione ferroviaria, ed in seguito tranviaria, al servizio del comune di Cagliari. Fu il capolinea della ferrovia Cagliari-Isili nel capoluogo sardo dal 1968 al 2004, e, dopo lavori di adattamento e ristrutturazione, dal 2008 costituisce il capolinea della linea 1 della rete tranviaria di Cagliari.

## Storia

### Periodo ferroviario
La stazione cagliaritana di Piazza Repubblica nacque nel secondo dopoguerra, quando prese forma l'intenzione di spostare il capolinea cagliaritano della ferrovia per Isili dall'originaria sede di viale Bonaria: l'area del principale scalo cagliaritano delle Ferrovie Complementari della Sardegna infatti era stata destinata dal piano regolatore comunale all'edificazione di un centro direzionale, inoltre il primo tratto della ferrovia intersecava alcune arterie stradali piuttosto trafficate del capoluogo sardo. Varie furono le sedi proposte per accogliere i treni a scartamento ridotto delle FCS, ma il Ministero dei trasporti pose come condizione per lo spostamento la scelta di uno scalo posto in posizione non periferica (in modo da non disincentivare l'utilizzo del treno) nonché la realizzazione dell'intervento senza costi per lo Stato.
Venne quindi scelta una soluzione di compromesso, spostando i depositi, le officine e la direzione compartimentale delle FCS a Monserrato (all'epoca frazione di Cagliari), in una nuova stazione situata in prossimità della SS 554, da raccordare inoltre con una sorta di circonvallazione ferroviaria alla stazione FS cagliaritana (i lavori della ferrovia Monserrato-San Paolo non furono tuttavia mai portati a termine). Come capolinea venne invece scelta l'area compresa tra le centrali piazza Repubblica e via Dante, al progressivo chilometrico 1+165 della ferrovia, subito dopo il passaggio a livello che attraversava all'epoca la piazza.
Il 1º dicembre 1968 il cambiamento di capolinea divenne operativo, e da allora i treni FCS si attestarono nel piccolo scalo di piazza Repubblica. Nel 1989 la struttura passò alle neonate Ferrovie della Sardegna, nate dalla fusione tra FCS e Strade Ferrate Sarde. Negli anni novanta la struttura iniziò a essere interessata anche a un servizio ferroviario di tipo metropolitano, che collegò la stazione con varie fermate situate nel tragitto tra piazza Repubblica e la stazione di Monserrato. Lo stesso tragitto sarà poi interessato all'inizio del nuovo millennio al progetto delle FdS per la realizzazione di una rete tranviaria per Cagliari e il suo hinterland: la prima delle linee della nuova infrastruttura a essere realizzata fu proprio quella frutto della riconversione del tratto urbano della ferrovia, tra piazza Repubblica e Monserrato.
Per questo nel 2004 lo scalo di piazza Repubblica fu definitivamente chiuso al traffico ferroviario e il capolinea fu avanzato alla stazione di Largo Gennari, realizzata per svolgere le funzioni di impianto terminale sino alla chiusura al traffico ferroviario del tratto cagliaritano della linea per Isili.

### Da stazione ferroviaria a terminal tranviario

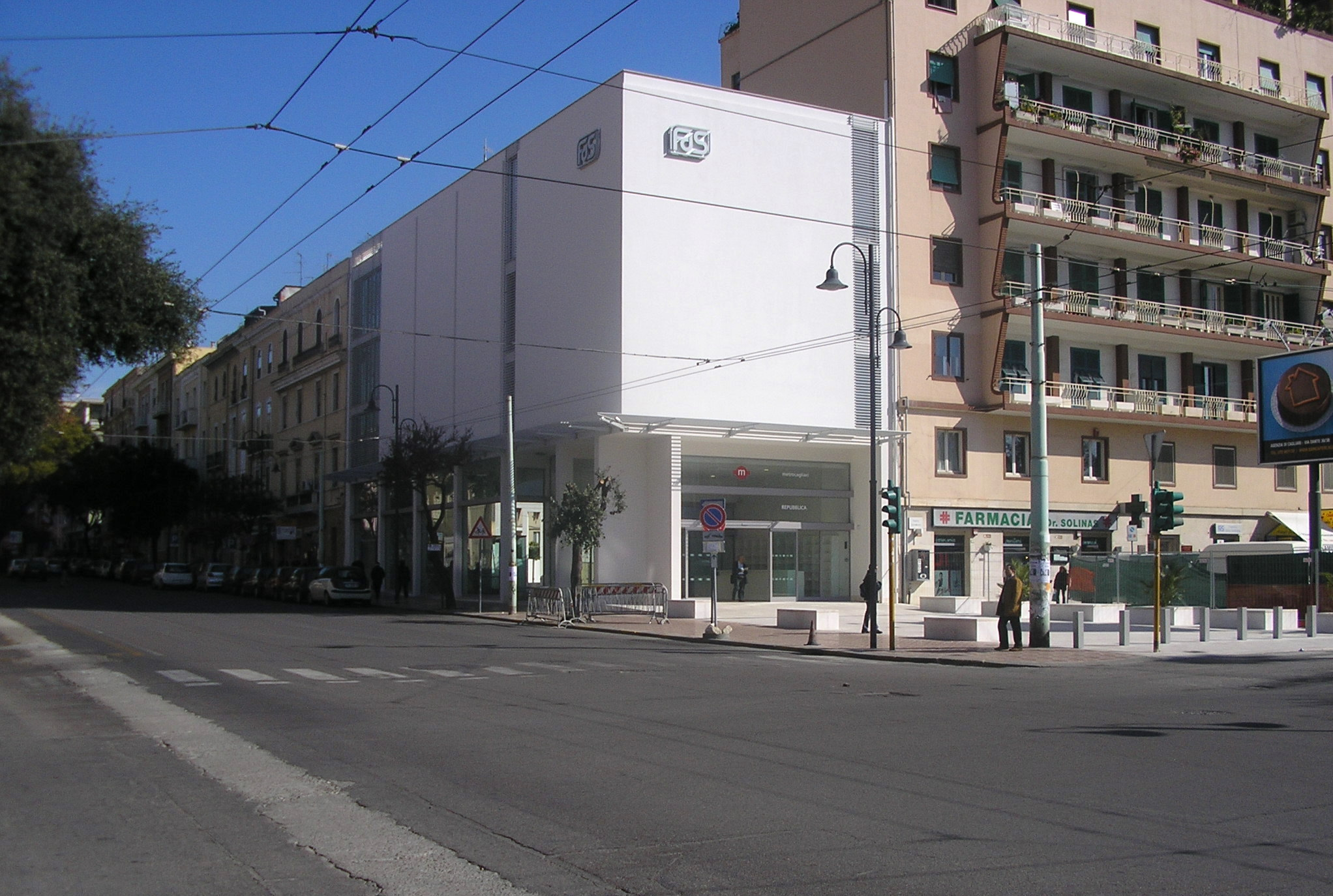
Il fabbricato del capolinea della linea 1 della rete tranviaria di Cagliari di Piazza Repubblica, realizzato costruendo un nuovo edificio in luogo di quello utilizzato durante gli anni dell'esercizio ferroviario.

Con l'avvio dei lavori della tranvia l'edificio della stazione di piazza Repubblica fu demolito e al suo posto ne fu eretto uno nuovo, stavolta a più piani. Il costo complessivo degli interventi di ristrutturazione dello scalo (escluso lo spiazzo antistante l'ingresso di piazza Repubblica) fu di poco inferiore ai 780.000€.
Il 17 marzo 2008 in occasione dell'apertura al pubblico della linea 1 della rete tranviaria cagliaritana fu inaugurato anche il rinnovato impianto di Piazza Repubblica, attivo da allora come terminal dei tram diretti verso Monserrato. Sempre nel 2008 le FdS vennero regionalizzate prendendo il nome di ARST Gestione FdS, per poi venire inglobate nell'ARST nel 2010, che da allora è il gestore dell'impianto.
Da sottolineare inoltre che lo scalo, pur mantenendo caratteristiche di impianto di testa, è stato progettato con la possibilità di adattarlo a fermata passante, come previsto dal progetto per la realizzazione del tracciato tranviario tra lo scalo e la stazione RFI del capoluogo sardo.

## Caratteristiche
Lo scalo cagliaritano di Piazza Repubblica fu realizzato con le caratteristiche di stazione di testa nel lato nord ovest dell'omonima piazza del capoluogo sardo. La stazione fu costruita troncando la curva che, in direzione viale Bonaria, immetteva nel passaggio a livello di piazza Repubblica e per i servizi all'utenza fu costruito un piccolo fabbricato a un piano (più terrazzo) a pianta rettangolare, il cui ingresso si trovava in via Dante, mentre un secondo ingresso in piazza Repubblica fu chiuso con due serrande, davanti alle quali fino ai lavori di ristrutturazione per la tranvia erano ancora presenti gli spezzoni delle vecchie rotaie che portavano all'originario capolinea di viale Bonaria. La gestione del traffico ferroviario avveniva in loco, ad opera del locale Dirigente Movimento. La stazione durante l'attività ferroviaria presentava una banchina alle estremità laterali dei due binari, prive di copertura, a cui se ne aggiunse una terza in un secondo momento tra i due binari. Tutte le banchine erano collegate tra loro dietro il fine corsa dei binari.
Con i lavori di ristrutturazione della stazione a metà anni 2000 il vecchio fabbricato viaggiatori fu abbattuto, e sostituito da uno nuovo, con pianta a L, esteso su più piani e realizzato con uno stile minimalista, atto ad ospitare anche alcuni uffici per la gestione dell'infrastruttura tranviaria. Lo scalo mantiene tuttavia la configurazione a due binari tronchi, mentre le banchine sono state ristrutturate e dotate di una pensilina metallica centrale sorretta da una serie di portali larghi quanto le banchine esterne dell'impianto.

## Movimento
Dal punto di vista delle relazioni ferroviarie la stazione, al momento della chiusura a tale tipo di esercizio, ospitava i treni delle Ferrovie della Sardegna diretti lungo la linea per Isili, di cui era il capolinea meridionale. Inoltre dalla metà degli anni novanta la stazione fu capolinea del servizio ferroviario metropolitano delle FdS, che permetteva di raggiungere varie fermate urbane a Cagliari e Monserrato nonché le stazioni di Pirri e quella capolinea di Monserrato.

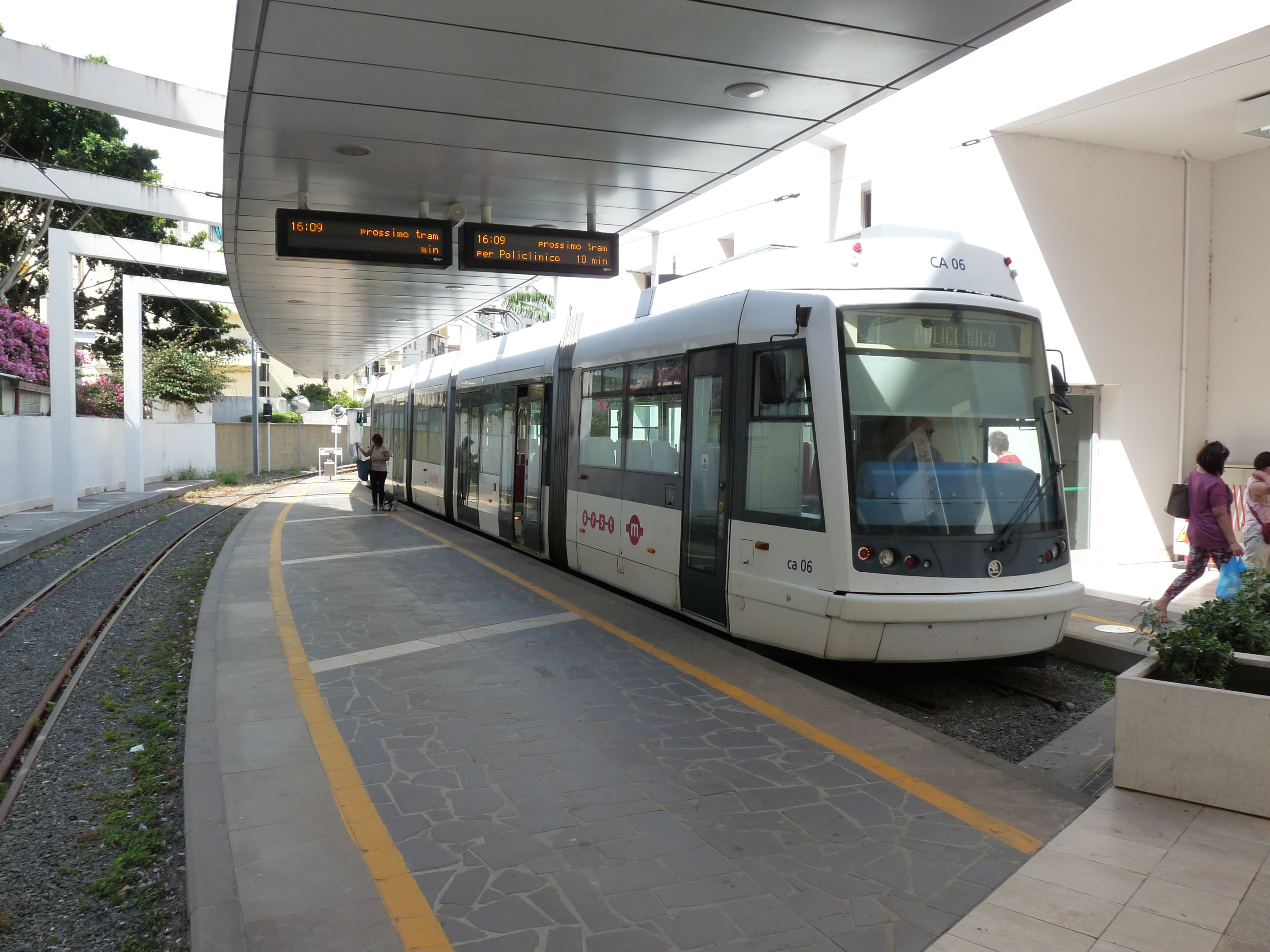
Tram Skoda 06T in sosta nel terminal tranviario, sorto laddove era ubicato il vecchio capolinea ferroviario della Cagliari-Isili

Dal 2008 lo scalo è capolinea meridionale della linea 1 della rete tranviaria di Cagliari, i cui tram effettuano relazioni aventi come altro estremo la fermata di Monserrato Policlinico.

## Servizi
La stazione sia prima che dopo la riconversione tranviaria comprendeva in un locale accessibile dal muro di recinzione sul lato est i servizi igienici, ed era inoltre dotato di una biglietteria a sportello e di una area di attesa per i passeggeri. Tali caratteristiche permangono anche dopo la riapertura per l'impiego tranviario del 2008, con in aggiunta la presenza di una biglietteria automatica.
- Biglietteria a sportello
- Biglietteria automatica
- Sala d'attesa
- Servizi igienici

## Interscambi
Dinanzi all'ingresso della stazione sul lato di via Dante è presente una fermata in cui effettuano sosta i servizi di autolinee extraurbane dell'ARST, oltre che le linee filoviarie 30 e 31 del CTM. Varie autolinee urbane di quest'ultima società osservano inoltre fermata nelle vicinanze dell'impianto, all'altro capo della piazza Repubblica e nella vicina via Alghero.
- Fermata filobus (via Dante stazione Metrò, linee 30 e 31)
- Fermata autobus